# Mandoluth
Ne doit pas être confondu avec mandolute.
Un mandoluth est un instrument à cordes originaire d'Algérie.

## Lutherie
Ayant la même forme que le mandole algérien à 5 cordes doubles, le mandoluth (mandole-luth) possède aussi 5 cordes doubles avec le rajout d'une frette au milieu de la deuxième case et une autre frette au milieu de la quatrième case pour le quart de ton. Il est surtout utilisé dans la musique kabyle.
Il se joue avec un plectre.